# Texanobathynella
Texanobathynella är ett släkte av kräftdjur. Texanobathynella ingår i familjen Parabathynellidae.
Kladogram enligt Catalogue of Life:
| Texanobathynella | \| \| Texanobathynella bowmani \| \| \| \| \| \| Texanobathynella sachi \| \| \| \| |
|                  | \| \| Texanobathynella bowmani \| \| \| \| \| \| Texanobathynella sachi \| \| \| \| |
|                  | Atopobathynella                                                                     |
|                  |                                                                                     |
|                  | Califobathynella                                                                    |
|                  |                                                                                     |
|                  | Hexabathynella                                                                      |
|                  |                                                                                     |
|                  | Iberobathynella                                                                     |
|                  |                                                                                     |
|                  | Notobathynella                                                                      |
|                  |                                                                                     |
|                  | Texanobathynella bowmani                                                            |
|                  |                                                                                     |
|                  | Texanobathynella sachi                                                              |
|                  |                                                                                     |

|  | Texanobathynella bowmani |
|  |                          |
|  | Texanobathynella sachi   |
|  |                          |